# Bieleńkije (obwód smoleński)
Bieleńkije (ros. Беленькие) – wieś (ros. деревня, trb. dieriewnia) w zachodniej Rosji, w osiedlu wiejskim Zaborjewskoje rejonu diemidowskiego w obwodzie smoleńskim.

## Geografia
Miejscowość położona jest nad Gorodieczenką, przy drogach regionalnych 66N-0508 (Zaborje – 66N-0506/Anosinki) i 66N-0514 (66N-0508/Bieleńkije – Wierchnije Ługi), 3 km od centrum administracyjnego osiedla wiejskiego (Zaborje), 19 km od centrum administracyjnego rejonu (Diemidow), 78 km od stolicy obwodu (Smoleńsk), 41 km od granicy z Białorusią.
W granicach miejscowości znajduje się ulica Centralnaja (7 posesji).

## Demografia
W 2010 r. miejscowość zamieszkiwało 12 osób.

## Historia
W czasie II wojny światowej od lipca 1941 roku dieriewnia była okupowana przez hitlerowców. Wyzwolenie nastąpiło we wrześniu 1943 roku.